# Trichorhina buchnerorum
Trichorhina buchnerorum är en kräftdjursart som först beskrevs av Karl Wilhelm Verhoeff 1941C.  Trichorhina buchnerorum ingår i släktet Trichorhina och familjen myrbogråsuggor. Inga underarter finns listade i Catalogue of Life.